# Sarriés – Sartze
Sarriés – Sartze település Spanyolországban, Navarra autonóm közösségben. Sarriés – Sartze Esparza, Güesa – Gorza, Vidángoz – Bidankoze, Urraúl Alto és Gallués–Galoze községekkel határos. Lakosainak száma 59 fő (2024).

## Népesség
A település népessége az elmúlt években az alábbi módon változott:
| Lakosok száma | 76   | 79   | 78   | 65   | 69   | 62   | 63   | 58   | 61   | 59   |
|               | 2001 | 2004 | 2006 | 2009 | 2011 | 2014 | 2016 | 2019 | 2021 | 2024 |